# Brăiești
Brăiești – wieś w Rumunii, w okręgu Suczawa, w gminie Cornu Luncii. W 2011 roku liczyła 1168 mieszkańców.